# Batman Petrolspor
Batman Petrolspor ist ein türkischer Fußballverein aus der ostanatolischen Stadt Batman. Neben der bekannten Fußballabteilung besitzt der Verein weitere Sportabteilungen wie Basketball, Rudern, Schwimmen, Ringen und Leichtathletik. Besonders die Sparte im Ringen verzeichnete in den 1970er Jahren einige Achtungserfolge. Beispielsweise war der Ringweltmeister im freien Stil im Fliegengewicht von 1970, Ali Rıza Alan, längere Zeit für Batman Petrolspor tätig. In Anlehnung an die Namensgleichheit mit der Comicfigur Batman wird der Verein Yarasa (dt. Fledermaus) oder Yarasalar (dt. Fledermäuse) genannt.

## Geschichte

### Gründung
Der Verein wurde 1960 als der Betriebssportverein des türkischen Mineralölunternehmens Türkiye Petrolleri (kurz: TPAO) gegründet und unterhielt mehrere Sportarten wie Basketball, Rudern, Schwimmen, Ringen und Leichtathletik. Die Fußballmannschaft nahm seit der Vereinsgründung an der Batman Amatör Futbol Ligi (dt.: Amateurfußballliga der Provinz Batman).

### Einstieg in den Profifußball
Zum Sommer 1985 gelang mit dem Aufstieg in die 3. Lig, damals die dritthöchste türkische Fußballliga, der Einstieg in den Profifußball. Die erste Saison in der 3. Lig beendete man auf dem 5. Tabellenplatz.
Nachdem der Verein bis zum Sommer 1997 in der 3. Lig aktiv gewesen war, stieg er als Drittligameister der Saison 1996/97 zum ersten Mal in seiner Vereinshistorie in die 2. Lig, damals die zweithöchste türkische Fußballliga, auf.
In der 2. Lig spielte der Verein bis zum Sommer 2002 und stieg dann in die dritthöchste türkische Fußballliga ab, die mittlerweile in Türkiye 2. Futbol Ligi B Kategorisi umbenannt worden war. Nach vier Spielzeiten in der 2. Lig B Kategorisi stieg man zum Sommer 2006 in die TFF 3. Lig, die vierthöchste türkische Spielklasse, ab.

## Erfolge
- Meister der TFF 2. Lig (1): 1996/97
- Aufstieg in die TFF 1. Lig (1): 1996/97

## Ligazugehörigkeit
- 2. Liga: 1997–2002
- 3. Liga: 1985–1997, 2002–2006
- 4. Liga: seit 2006
- Regionale Amateurliga: 1960–1985

## Ehemalige bekannte Spieler
| - Ahmet Arı - Koray Avcı - Devran Ayhan - Eren Aydın - Mehmet Gönülaçar - Ozan İpek - Orhan Kapucu - Murat Kayalı - Sercan Örge - Okan Öztürk |

## Ehemalige bekannte Trainer
| - Levent Arıkdoğan (Juli 1999 – Mai 2000) - Turhan Sofuoğlu - Bünyamin Süral - Kamuran Yavuz |